# Happily Divorced
Happily Divorced é uma série de televisão americana exibida pela TV Land entre 15 de junho de 2011 e 23 de agosto de 2013. É transmitida no Brasil pelo canal Comedy Central.

## Sinopse
A série narra a vida de um casal, Fran, uma florista em Los Angeles e Peter, seu marido. Após 18 anos de casamento, Peter decide assumir que é gay. Eles continuam vivendo na mesma casa e agora tentam manter a amizade enquanto buscam novas relações.

## Elenco

### Personagens principais
| Personagem   | Ator/Atriz           | Papel                                         |
| ------------ | -------------------- | --------------------------------------------- |
| Fran Lovett  | Fran Drescher        | Uma florista em Los Angeles                   |
| Peter Lovett | John Michael Higgins | Um agente imobiliário e ex-marido gay de Fran |
| Judi Mann    | Tichina Arnold       | Melhor amiga de Fran                          |
| Cesar        | Valente Rodriguez    | Um empregado mexicano de Fran                 |
| Dori         | Rita Moreno          | Mãe de Fran                                   |
| Glen         | Robert Walden        | Pai de Fran                                   |
| Elliot       | D. W. Moffett        | Novo amor de Fran                             |

### Participações especiais
| Personagem       | Ator/Atriz           | Papel                           | Temporada/Episódio |
| ---------------- | -------------------- | ------------------------------- | ------------------ |
| Robert           | Ian Ziering          | Orientador de um grupo de apoio | 1ª/05              |
| Marilyn          | Renée Taylor         | Uma vizinha e amiga de Dori     | 1ª/08              |
| David            | Lou Diamond Phillips | Namorado de Judi                | 1ª/08              |
| Marc             | Robert Gant          | Namorado de Peter               | 1ª/08              |
| Gregory Sherwood | Charles Shaughnessy  | Um autor popular                | 1ª/09              |
| Jill Hormann     | Morgan Fairchild     | Nemesis de Fran na faculdade    | 2ª/01              |
| Mrs. Kapelmaster | Ann Guilbert         | Mãe de Marylin                  | 2ª/04              |

## Produção
Happily Divorced é uma série inspirada na vida real dos criadores Fran Drescher e Peter Marc Jacobson. Os dois começaram a namorar ainda na escola e se casaram em 1978. Em 1999, eles se divorciaram. Jacobson posteriormente revelou a Drescher sua preferência sexual, apesar dos problemas, continuam sendo grandes amigos.
Em 2010, os dois que já trabalharam juntos na série de grande sucesso "The Nanny", começaram a construir uma nova série baseada em suas experiências de vida. Originalmente, Drescher iria escrever e produzir "Happily Divorced", mas no final, decidiu fazer o papel. Em novembro de 2010, a TV Land, deu sinal verde para a criação de um episódio piloto.
Em 21 de março de 2011, a emissora afirmou que a primeira temporada ia possuir dez episódios. O show é gravado no estúdio Rardford da CBS em "Studio City", com uma plateia ao vivo, assim, a série fica com o estilo tradicional das comédias dos anos 90.
O primeiro episódio da série, foi ao ar em 15 de junho de 2011 após a série Hot in Cleveland.
Em 20 de julho de 2011, a TV Land anunciou que a série teria uma segunda temporada com doze episódios. O primeiro episódio foi ao ar em 7 de março de 2012. O slogan da nova temporada é "The Laugh is Back" (A risada está de volta). No começo de fevereiro de 2012, foram anunciados os convidados da segunda temporada. Renée Taylor (Sylvia Fine, "The Nanny"), que já apareceu como Marylin na primeira temporada em 2011 e Ann Guilbert (Yetta Fine, "The Nanny") foram confirmadas. Morgan Fairchild também vai marcar presença.

## Episódios
| Temporada | Temporada | Episódios | Exibição Original   | Exibição Original    | Lançamento do DVD  | Lançamento do DVD | Lançamento do DVD |
| Temporada | Temporada | Episódios | Início de Temporada | Final de Temporada   | Região 1           | Região 2          | Região 4          |
| --------- | --------- | --------- | ------------------- | -------------------- | ------------------ | ----------------- | ----------------- |
|           | 1         | 10        | 15 de Junho de 2011 | 17 de Agosto de 2011 | 6 de Março de 2012 | —                 | —                 |
|           | 2         | 12        | 7 de Março de 2012  | —                    | —                  | —                 | —                 |

### Temporada 1
| #  | Título                    | Data de Exibição     |
| -- | ------------------------- | -------------------- |
| 1  | "Pilot"                   | 15 de Junho de 2011  |
| 2  | "Pillow Talk"             | 22 de Junho de 2011  |
| 3  | "Anniversary"             | 29 de Junho de 2011  |
| 4  | "A Date with Destiny"     | 6 de Julho de 2011   |
| 5  | "Spousal Support"         | 13 de Julho de 2011  |
| 6  | "I Wanna Be Alone"        | 20 de Julho de 2011  |
| 7  | "Someone Wants Me"        | 27 de Julho de 2011  |
| 8  | "A Kiss Is Just a Kiss"   | 3 de Agosto de 2011  |
| 9  | "Vegas Baby"              | 10 de Agosto de 2011 |
| 10 | "Torn Between Two Lovers" | 17 de Agosto de 2011 |

### Temporada 2
| #  | Título                               | Data de Exibição    |
| -- | ------------------------------------ | ------------------- |
| 1  | "The Reunion"                        | 7 de Março de 2012  |
| 2  | "Peter Comes Out, Again"             | 14 de Março de 2012 |
| 3  | "Daddy's Girl"                       | 21 de Março de 2012 |
| 4  | "The Burial Plotz"                   | 28 de Março de 2012 |
| 5  | "Newman vs. Newman"                  | 11 de Abril de 2012 |
| 6  | "Swimmers and Losers"                | 18 de Abril de 2012 |
| 7  | "Almond Joy"                         | 25 de Abril de 2012 |
| 8  | "Time in a Bottle"                   | 2 de Maio de 2012   |
| 9  | "Dr. Dan"                            | 9 de Maio de 2012   |
| 10 | "Fran-alyze This"                    | 16 de Maio de 2012  |
| 11 | "Cezar's Wife"                       | 30 de Maio de 2012  |
| 12 | "Two Guys, a Girl and a Pizza Place" | 6 de Junho de 2012  |

## Recepção
Antes da estreia, houve uma grande expectativa em relação à série, porque Drescher é lembrada até hoje por seu papel em "The Nanny". O primeiro episódio foi assistido por 4,4 milhões de telespectadores, o quádruplo de audiência da "Terra TV". "Happily Divorced" foi considerada a segunda série com maior audiência da TV Land.
As recepções foram variadas. David Hinckley escreveu para o New York Daily News que "a série irá desenvolver uma história muito interessante, porém com piadas curtas, o que é incomum para um piloto."
Brian Lowry do Variety opinou que "a série é preconceituosa demais, mas obrigatória para os fãs de Drescher."
A opinião de Marcos A. Perigards para o "Boston Herald" foi positiva, dizendo que a "TV Land, como uma emissora pequena e para jovens, encontrou o formato perfeito para o sucesso com Happily Divorced e Hot in Cleveland."
Em base de 14 avaliações profissionais, alcançou uma pontuação de 47% no Metacritic. Por votos dos usuários do site, atinge uma nota de 7.4, usada para avaliar a recepção do público.